# Unión Soviética en los Juegos Olímpicos de Lake Placid 1980
La Unión Soviética estuvo representada en los Juegos Olímpicos de Lake Placid 1980 por un total de 86 deportistas que compitieron en 9 deportes.  
El portador de la bandera en la ceremonia de apertura fue el biatleta Alexandr Tijonov.

## Medallistas
El equipo olímpico soviético obtuvo las siguientes medallas:
| Nombre                                                                 | Deporte               | Competición       |
| ---------------------------------------------------------------------- | --------------------- | ----------------- |
| Oro                                                                    |                       |                   |
| Anatoli Aliabiev                                                       | Biatlón               | 20 km M           |
| Vladimir Alikin Alexandr Tijonov Vladimir Barnashov Anatoli Aliabiev   | Biatlón               | 4 × 7,5 km M      |
| Nikolai Zimiatov                                                       | Esquí de fondo        | 30 km M           |
| Nikolai Zimiatov                                                       | Esquí de fondo        | 50 km M           |
| Vasili Rochev Nikolai Bazhukov Yevgueni Beliayev Nikolai Zimiatov      | Esquí de fondo        | 4 × 10 km M       |
| Raisa Smetanina                                                        | Esquí de fondo        | 5 km F            |
| Vera Zozuļa                                                            | Luge                  | Individual F      |
| Irina Rodnina Alexandr Zaitsev                                         | Patinaje artístico    | Parejas           |
| Natalia Linichuk Guennadi Karponosov                                   | Patinaje artístico    | Danza sobre hielo |
| Natalia Petrusiova                                                     | Patinaje de velocidad | 1000 m F          |
| Plata                                                                  |                       |                   |
| Vladimir Alikin                                                        | Biatlón               | 10 km velocidad M |
| Vasili Rochev                                                          | Esquí de fondo        | 30 km M           |
| Nina Baldychova-Fiodorova Nina Rocheva Galina Kulakova Raisa Smetanina | Esquí de fondo        | 4 × 5 km F        |
| Equipo                                                                 | Hockey sobre hielo    | Torneo M          |
| Marina Cherkasova Serguei Shajrai                                      | Patinaje artístico    | Parejas           |
| Yevgueni Kulikov                                                       | Patinaje de velocidad | 500 m M           |
| Bronce                                                                 |                       |                   |
| Anatoli Aliabiev                                                       | Biatlón               | 10 km velocidad M |
| Alexandr Zavialov                                                      | Esquí de fondo        | 50 km M           |
| Ingrida Amantova                                                       | Luge                  | Individual F      |
| Irina Moiseyeva Andrei Minenkov                                        | Patinaje artístico    | Danza sobre hielo |
| Vladimir Lobanov                                                       | Patinaje de velocidad | 1000 m M          |
| Natalia Petrusiova                                                     | Patinaje de velocidad | 500 m F           |